# 1988 en Inde
Chronologie de l'Inde
- 1984
- 1985
- 1986
- 1987
- 1988
- 1989
- 1990
- 1991
- 1992

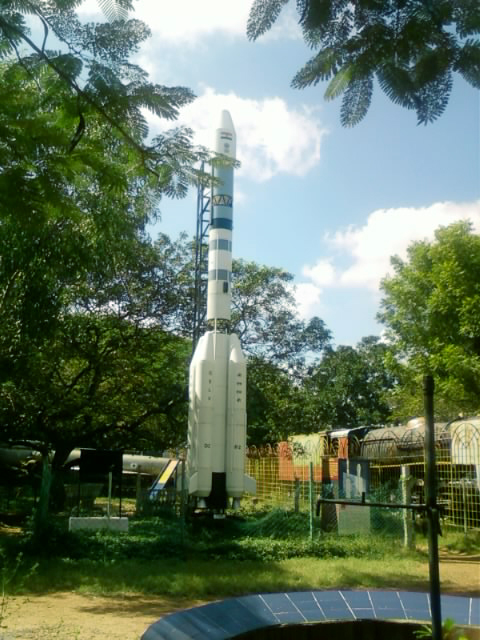
Inauguration du planétarium Birla de Chennai.

Cette page concerne les évènements survenus en 1988 en Inde :

## Évènement
- Loi sur la prévention du trafic illicite de stupéfiants et de substances psychotropes (en)
- avril : Opération Viraat (en) et Opération Trishul (en), opération anti-insurrectionnelle au nord du Sri Lanka.
- 17 mars : Lancement du satellite IRS-1A (en)
- juin : Opération Checkmate (en), opération anti-insurrectionnelle menée par la Force indienne de maintien de la paix contre les Tigres de libération de l'Îlam tamoul dans la région de Vadamarachchi, dans le nord du Sri Lanka.
- 8 juillet : Accident du chemin de fer de Peruman (en)  (bilan : 105 morts)
- 21 juillet : Lancement du satellite INSAT-1C (en)
- 6 août : Désastre du ferry Manihari Ghat (en) (bilan : 400 morts)
- 20 août : Verdict dans l'affaire Rupan Deol Bajaj
- 21 août : Séisme au Népal (en)(bilan : au moins 709 morts et des milliers de blessés)
- 23-26 septembre : Inondations au Pendjab (en)
- 12 octobre : Massacre de Birchandra Manu (en)
- 19 octobre : Le vol 113 d'Indian Airlines s'écrase à l'approche de l'aéroport international Sardar-Vallabhbhai-Patel (bilan : 133 morts)
- 3 novembre :  Intervention de l'Inde aux Maldives à la suite de la tentative de coup d'État.
- 30 novembre : Soixantième amendement de la Constitution de l'Inde (en)
- 15 décembre : Soixante et unième amendement de la Constitution de l'Inde (en)

## Cinéma
- 35e cérémonie des National Film Awards (en)

- Tezaab (en), Shahenshah (en), Paap Ki Duniya (en), Qayamat Se Qayamat Tak et Khoon Bhari Maang sont les premiers films au box-office pour l'année.

Sortie de film
- Aaj Ka Robin Hood
- Hero Hiralal
- Les Imposteurs
- Mera Shikar
- Phera
- Saazish
- Salaam Bombay!
- Witness
- Zakhmi Aurat

## Littérature
- English, August (en), roman d'Upamanyu Chatterjee
- Lignes d'ombre (en), roman d'Amitav Ghosh

## Sport
- Participation de l'Inde aux Jeux olympiques d'hiver de Calgary.

## Création
- Planétarium Birla de Chennai (en)